# Милев, Иван
Иван Милев Лалев (18 февраля 1897, Казанлык — 25 января 1927, София) — болгарский художник и сценограф, один из главных представителей болгарского модерна.

## Биография

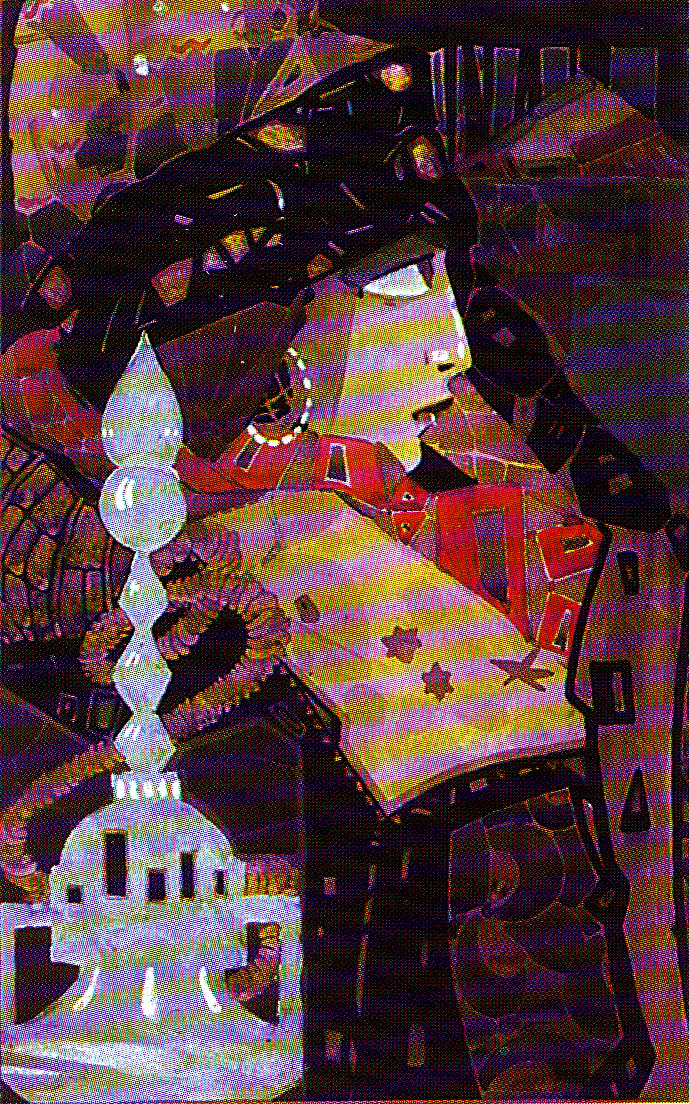
«Ахинора 1922»

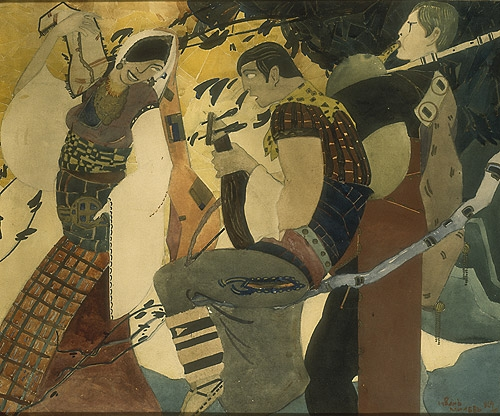
«Скрипач», 1924

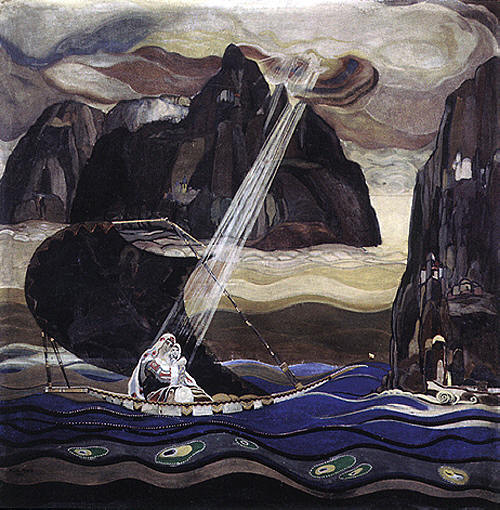
«Светогорская легенда», 1926

Родился в семье чабана. В 1916 году был мобилизован, и с 1917 года воевал на Северном фронте. 18 ноября того же года открылась персональная выставка Милева в Казанлыке. В 1919 году он закончил казанлыкское педагогическое училище и три года работал учителем в селе Горски-Извор.
В 1920 году был принят в Государственное училище художественных искусств в Софии, в 1925 году окончил специальный курс декоративного отделения у профессора Стефана Баджова.
За время своего обучения провел три персональные выставки. Сотрудничал в газете «Червен смях» как иллюстратор и карикатурист.
Летом 1923 года с группой студентов посетил Турцию, Грецию и Италию. В Риме, Неаполе, Флоренции и Венеции близко познакомился с достижениями итальянского Ренессанса и барокко.
В сентябре 1925 года женился на оперной певице Кате Наумовой. Через год у них родилась дочь Мария, ставшая впоследствии архитектором. Семья жила в бедности.
В 1926 году завершил своё обучение в училище, получив диплом декоратора. Некоторое время работал художником-постановщиком Народного театра, где оформил несколько спектаклей.
Помимо этого, сделал обложки для нескольких книг, расписывал фресками дома богачей, вместе с коллективом друзей-художников участвовал в конкурсе проектов Памятника свободы (их работа заняла второе место).
Умер от гриппа 25 января 1927 года, не дожив до 30 лет.
Является одним из величайших мастеров акварельной и темперной техники в болгарском изобразительном искусстве. Не был чужд социальной тематики. Его чрезвычайно самобытный декоративный стиль испытал влияние тогдашнего европейского модерна, в то же время основываясь на традициях народного творчества и иконописи. Работы Милева хранятся в Национальной художественной галерее Болгарии, Софийской художественной галерее и в галереях Шумена, Казанлыка и других городов.
Портрет Ивана Милева помещен на банкноту достоинством 5 левов образца 1999 года.

## Картины

### В Казанлыкской художественной галерее
- «Ахинора 1925» — бумага-картон, темпера, 86х66[3][4].
- «Свадьба» — 1925, бумага, картон, гуашь, 48х33.
- «Балканы» — 1922, бумага, картон, темпера, 65х87.
- «Жатка» — 1925, бумага, темпера, 27,5х34,5.
- «У ночника» — 1925, бумага, смешанная техника, 36х27.
- Коллекция акварели, подаренная в 1944 году матерью художника.

### В Национальной художественной галерее Болгарии
- «Танец (Скрипач)» — 1924, бумага, акварель, 52х63, подписана, датирована, инв. № III 1698[5].
- «Триптих (Кольцевой монастырь)» — 1924, бумага, гуашь, левое панно — 59х75, среднее панно — 77х55, правое панно — 58х75, подписана, датирована, инв. № III 311, 312, 313[5].
- «Гадание» — 1924-26, бумага, акварель, гуашь.
- «Деревенская мадонна» — 1925, бумага, акварель.
- «Беженки» — 1925, бумага, акварель, 47х40, подписана, датирована, инв. № III 782[6].
- «Сентябрь 1923 года» — около 1925, бумага, акварель, 41х46, без подписи и даты, инв. № III 40[6].
- «Зимний пейзаж» — 1926, бумага, акварель, гуашь.
- «Зимняя повесть» — 1926, бумага, акварель, гуашь.
- «Наши-то матери все в черном ходят» — 1926, бумага, акварель.
- «Беженцы» — 1926, бумага, акварель.
- «Черный хлеб» — 1926, бумага, акварель.
- «Композиция» — 1926, бумага, акварель.

### В других галереях
- «Ахинора 1922» — бумага, темпера, 52,5х33,5, без подписи и даты. В частной коллекции[7].